# Alexandrovská zahrada
Alexandrovská zahrada (rusky Александровский сад; od roku 1920 Dělnická zahrada, od roku 1936 Dělnická zahrada M. Gorkého, od roku 1989 Admiralitní zahrada, od roku 1997 Alexandrovská zahrada) je park nacházející se v Admiralitní oblasti Petrohradu. Nachází se v samotném centru města a směrem od jihu na západ obklopuje budovu Admirality.
Zahrada byla otevřena v roce 1874. Byla pojmenována na počest cara Alexandra II. Má rozlohu 9 hektarů, je obklopena městskými pamětihodnostmi a architektonickými památkami jako jsou např. Zimní palác, Palácové náměstí, budovy Admirality a Hlavního štábu, dům Lobanova-Rostovského, Muzeum ruské politické policie, budova Senátu a Synody, Isakijevský chrám nebo Měděný jezdec. Jako součást historické zástavby centra Petrohradu byla zahrada zapsána do seznamu památek světového dědictví UNESCO.
Ze zahrady je možné dostat se na dvě petrohradská náměstí, na Palácové náměstí a na západě na náměstí Děkabristů. Je důležité rozlišovat tuto Alexandrovskou zahradu a Alexandrovský park, který se nachází v Petrohradské oblasti, asi 2 km severněji na druhém břehu Něvy. 

## Historie zahrady

### Prehistorie zahrady
Prehistorie zahrady je spojena se založením Admiralitní pevnosti – loděnice 5. listopadu roku 1704. Podle požadavků válečné doby byla Admiralita obehnána valy a příkopy. Před budovou Admirality se rozléhá obrovský otevřený prostor, tzv. glacis, který byl velmi důležitý pro činnost pevnostního dělostřelectva v případě napadení nepřítelem z pevniny. Admiralita zanedlouho po svém založení ztratila funkci válečné pevnosti a spolu s ní i význam opevnění glacise. Zpočátku se území zahrady využívalo pro skladování a úschovu dřeva k výrobě lodí, velkých kotev a jiných zásob admirality. Zhruba od roku 1712 do roku 1717 se na jednom z území glacisu nacházel Mořský trh, ale areál poté zarostl trávou a stala se z něj Admiralitní louka.

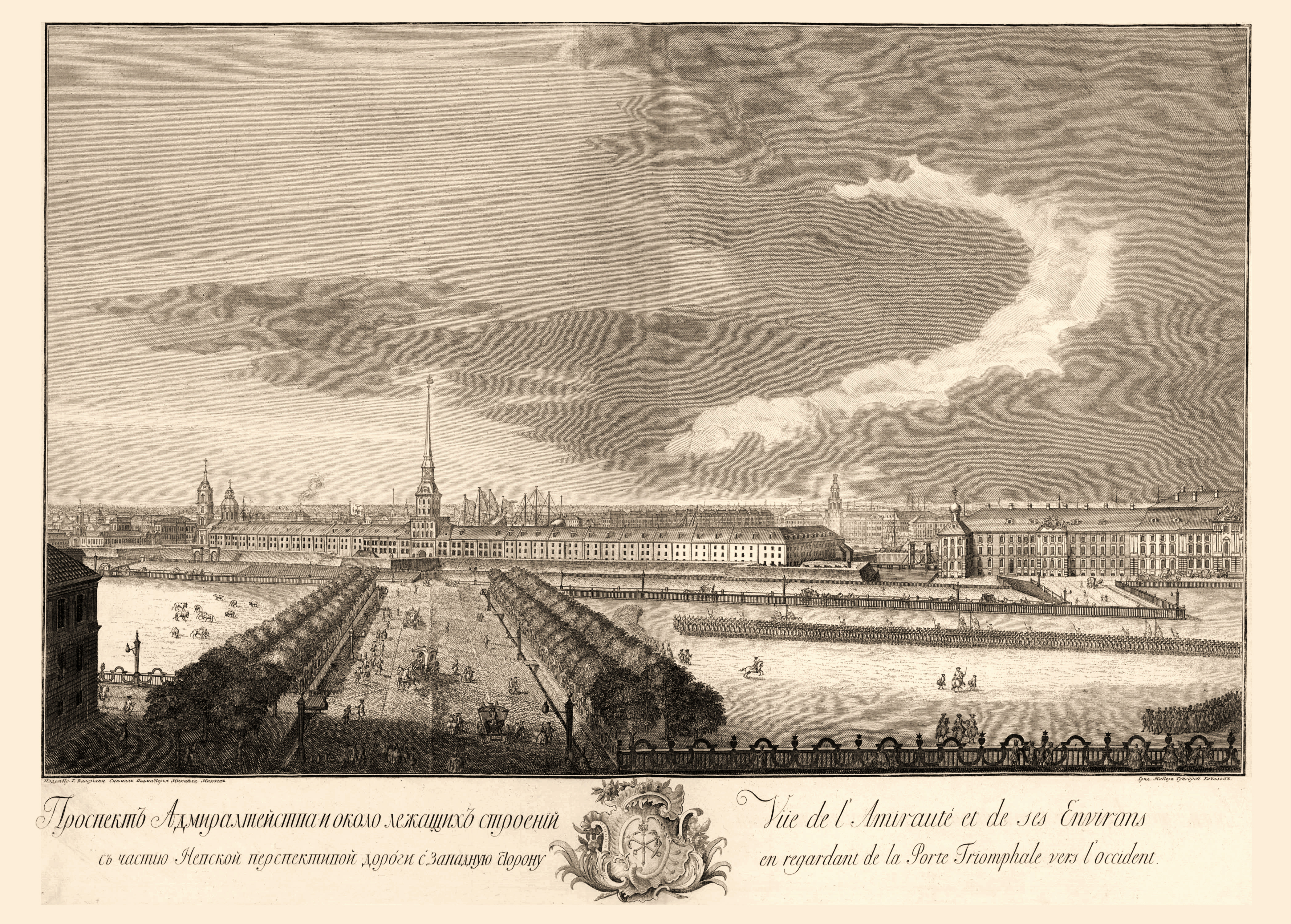
Admiralitní třída a okolní stavby. 1753

V roce 1721 na popud Petra I. bylo sestaveno základní schematické uspořádání Petrohradu, a to v podobě trojúhelníku vycházejícího z Admirality. Dvě ramena (nynější Něvská a Vozněsenská třída) byla určena v době vlády Petra I. a třetí strana (nynější Gorochovaja ulice) se objevila v letech 1736 – 1737. Tyto tři bulváry rozdělily rozlohou obrovskou Admiralitní louku na několik částí. V roce 1721 vysadili zajatí Švédi na louce březovou alej, která vedla od hlavní brány Admirality k Něvské třídě.

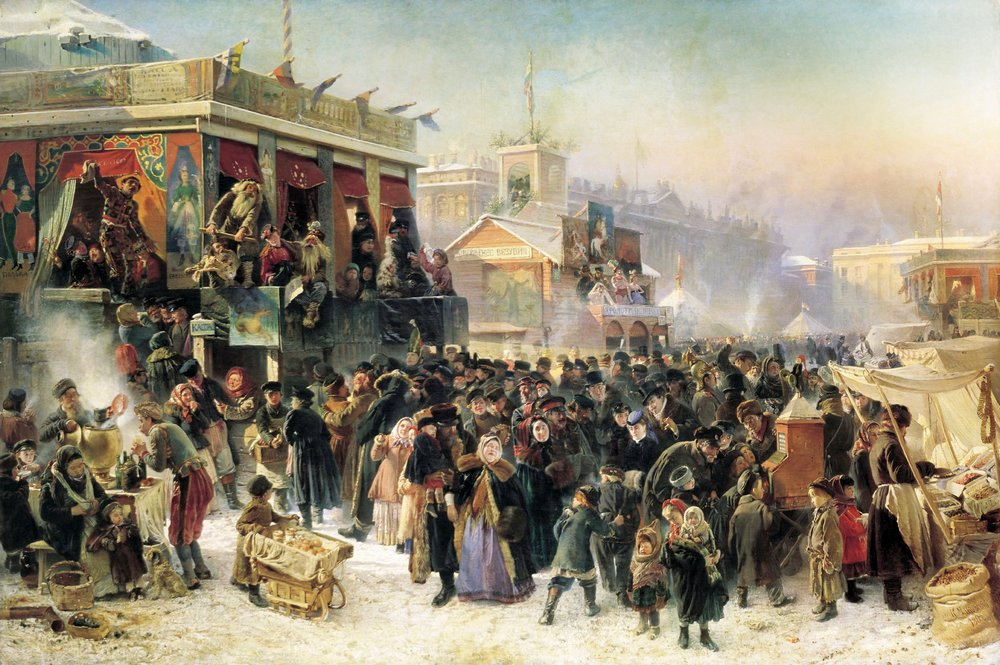
Lidová slavnost na Admiralitním náměstí v době masopustu

V době panování Anny Ivanovny se na tomto místě pořádaly slavnosti s ohňostroji a národní oslavy a to vše bylo hrazeno ze státní pokladny. Během oslav na louce byly na příkaz nejvyšších činitelů stavěny zábavní altány, síně, vinné fontány, pekli obrovské množství zabitých býků, kterými pak krmili národ. Do 60. let 18. století Admiralitní louka sloužila jako pomocné stavební prostory císařského Zimního paláce. V intervalech mezi rekonstrukcí paláce byla louka používána pro cvičení vojenských jednotek a také jako pastva pro dvorní dobytek. Do poloviny 18. století louka nesla prvky zahrady jako například aleje, laťkové ploty nebo trelážové altány. Dobytek se zde pásl do 50. let 18. století, kdy začali louku dláždit a tyto práce byly dokončeny až v polovině 90. let 18. století.
Za vlády Kateřiny II. úpravy areálu kolem budovy Admirality pokračovaly. Na západní části louky se podle projektu architekta A. Rinaldiho začal stavět Isakijevský chrám. Stavba třetího chrámu byla dokončena architektem V. Brennou v roce 1802. V západní části bývalého admiralitního glacisu byl v roce 1782 postaven památník Petru I. (sochař E. M. Falconet, architekt J. M. Felten). Tato událost je považována za počátek přeměnění kdysi obrovské zahrady na strukturu tří náměstí Petrohradu: Admiralitního, Isakijevského a Děkabristického.

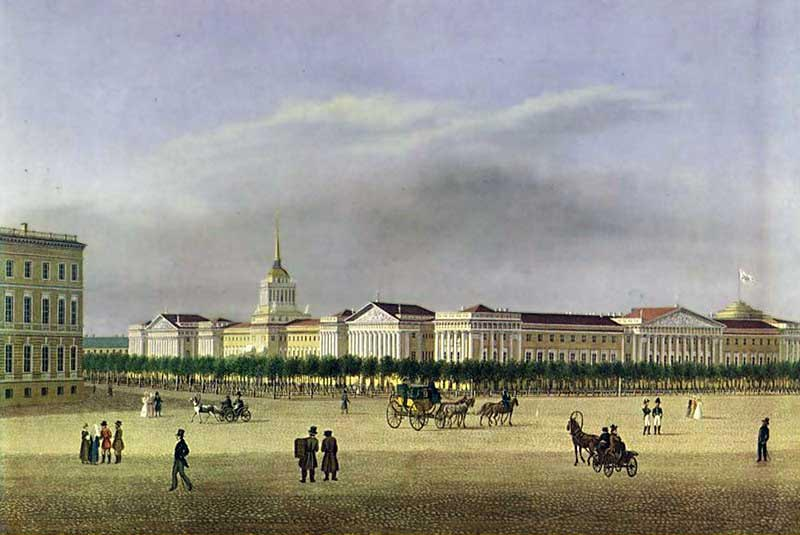
Bulvár na místě Alexandrijského sadu. 1810

Až do roku 1806 se na místě zahrady nacházely hradby Admiralitní pevnosti. Později po ztrátě obranné funkce pevnosti bylo k Admiralitní louce přidáno prostranství, které dříve zaujímal glacis. Podél průčelí Admirality se začala budovat Admiralitní třída. Autorem projektu byl architekt L. Rusca; za práce na projektu byl zodpovědný zahradník U. Gould. Byly zde umístěny lavičky natřené nazeleno a 50 olejových lamp na dřevěných sloupech. Přístup na bulvár byl uspořádaný a dobře vybavený: u vchodu byly zřízeny rotační turnikety, nedaleko nich stáli tři strážní a prostranství bylo ohrazeno dřevěným zábradlím. Pro návštěvníky byly otevřeny kavárna a čajovna, jejichž chod měli na starost dva Francouzi. V alejích byly vysázeny šeříky, kaliny, zimolezy, velké jeřáby a malé dubové stromky. Každý strom měl podpěru a informační tabulku s datem vysazení a každý den je zalévali. Okrasné květiny v aleji byly přivezeny z Kateřinského parku. 
Kanál podél Admirality definitivně zasypali v roce 1817 a na jeho místě byla v roce 1819 podle projektu inženýra A. D. Gotmana vysázena lipová alej, která tvořila nový bulvár. V roce 1824 byla východní část bulváru prodloužena až po žulový svah řeky Něvy (Palácové přístaviště zřízené podle projektu C. Rossiho). V roce 1833 podle projektu architekta J. J. Charlemagneho byla stavba zakončena instalací mramorových soch Farnského Herkula a Farnské Flóry. Tyto sochy jsou kopiemi antických soch z konce 18. století, které jsou dílem sochaře Triscornia. Do zahrady byly přesunuty z Taurického paláce.
V roce 1822 bylo na místě Admiralitní louky vybudováno Admiralitní náměstí, které zahrnuje i dnešní Admiralitní třídu.
Do roku 1851 byla Admiralitní třída pod správou ministerské kanceláře pro stavební a ekonomickou oblast, poté pod dohledem Správní rady I. okruhu pro dopravu a od roku 1865 ve správě města.

### Otevření Admiralitní zahrady
K dvousetletému výročí narození Petra I. Státní Duma rozhodla o vybudování městské zahrady. Myšlenka ohledně zřízení zahrady patřila S. Greigovi. Vybudování zahrady měl na starost petrohradský botanik Edward von Regel. Práce na rozdělení území zahrady začaly 3. července roku 1872.
V zahradě došlo k rozsáhlým pracím: bylo vysázeno 5 260 stromů, 52 druhů keřů v množství 12 640 kusů, velké množství stromů bylo opatřeno tabulkami s popisky v ruštině ale také latinkou. Zahradu oplotili plotem, který navrhl inženýr K. Joffrey. Podél plotu byla položena žulová dlažba, v zahradě bylo zabudováno 115 litinových laviček s dřevěnými sedátky.
K oficiálnímu otevření zahrady došlo 8. července 1874.
Na ceremonii slavnostního otevření zahrady rozdávali pozvánky, na základě kterých představitelé vybrané společnosti přicházeli do zahrady a petrohradští obyvatelé pozvané návštěvníky sledovali pouze zpoza plotu zahrady .
V roce 1876 byly v západní části zahrady podle projektu architekta A. K. Busche postaveny půlkruhové altánky s vyřezávanými dekoracemi vyrobené v ruském stylu, které měly sloužit návštěvníkům ke schování se v nepříznivém počasí.

### Fontána

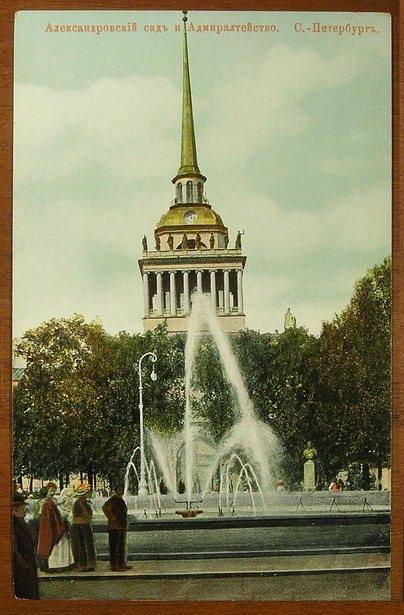
Fontána na pozadí Admirality. Pohled z roku 1905

Původní verze projektu plánovala v zahradě rozmístění tří fontán, které se měly nacházet na křižovatkách tří ulic vycházejících z Admirality.
První projekt, který rozpracoval architekt I. A. Merz, se objevil v roce 1872. Ale kvůli komplikacím s dodávkou vody a vysokou cenou dodávaných prací byl odložen. Projekt byl přepracován v roce 1875 vedoucím technického oddělení Městské rady N. Benoisem. Nový komplet konstrukčních náčrtů představil architekt A. Geschwend, který pro svou práci využil nákresů svých předchůdců a vypracoval tak výkresy pracovní a detailní. Postavení fontány dostal na starost petrohradský kupec E. F. Ovčinnik. Se stavbou začal v roce 1876. Fontánu postavili na podle plánu určeném náměstí naproti brány hlavní budovy Admirality a Gorochovoj ulice. 
Oficiální otevření v té době největší fontány ve městě proběhlo 13. října 1879 v přítomnosti široké veřejnosti.

### Instalace památníků
V roce 1880 na shromáždění Městské rady Petrohradu bylo navrženo, aby byla Alexandrovská zahrada vyzdobena bystami slavných osobností z oblasti vědy a literatury. Navrženo bylo těchto 14 osobností: Cyril a Metoděj, Nestor, M. V. Lomonosov, G. R. Děržavin, D. I. Fonvizin, N. M. Karamzin, I. A. Krylov, V. A. Žukovskij, A. S. Puškin, A. S. Gribojedov, M. J. Lermontov, N. V. Gogol, A. V. Kolcov. Seznam se několikrát měnil a doplňoval.
4. června roku 1887 byla v zahradě nainstalována bysta V. A. Žukovského (sochařem byl W. Kreitan, architektem A. Lytkin). Bysta byla odhalena ke dni stého výročí narození básníka. Místo pro bystu nebylo vybráno náhodně: Žukovskij měl k císařské rodině velmi blízko a byl jedním z vychovatelů Alexandra II.
20. října roku 1892 byl odhalen památník váženému občanovi Petrohradu, cestovatelovi a badatelovi N. Prževalskému (sochař I. Šreder, podle kresby Alexandra von Bilderlinga). Bronzová bysta byla umístěna na žulový podstavec ve tvaru skály, vedle kterého leží velbloud.
17. června roku 1896 byly okolo fontány umístěny bysty N. V. Gogola a M. J. Lermontova (jejich autoři – sochař W. Kreitan, architekt N. Maksimov). 31. května roku 1899 byla odkryta bysta M. I. Glinky (sochař V. Paščenko, architekt A. Lytkin). V roce 1911 byla naplánována instalace bysty V. G. Bělinského spojená se stým výročím narození spisovatele, avšak projekt nebyl realizován.

### Vybavenost zahrady
V zahradě byly postaveny různé stavby, například altánky, skleníky a jiné objekty. Až do revoluce v zahradě kupci obchodovali. Měli zde postavené stánky pro obchod mlékem, studenými nápoji (kromě alkoholu), vaflemi a perníkem. Obchodovat bylo povoleno od května do října a na zimu byly stánky odváženy pryč. V roce 1885 v zahradě architekt N. Benois postavil dřevěný altán a obydlí pro zahradníka. Od léta roku 1899 se mohli návštěvníci těšit z armádního orchestru. Na osvětlení Alexandrovské zahrady byly zvoleny klasicistní pouliční lampy.
Ke konci 19. století se stromy v zahradě tak rozrostly, že začaly clonit památníku Petra Velikého. Proto v roce 1890 císař Alexandr III. nařídil část zahrady na západní straně budovy Admirality vykácet, aby mělo území opět vzhled prostorné plochy. Novým rozhraním zahrady v této části se stalo pokračování Galerijní ulice. V roce 1896 v souvislosti s přemístěním Palácového mostu z Alexandrovské zahrady vykáceli část stromů ze strany Palácového náměstí a na tomto místě postavili Palácový průjezd spojující Vasiljevský ostrov s Něvskou třídou.
V průběhu let 1902 a 1903 bylo podle projektu N. Stukolkina rekonstruováno prostranství kolem Měděného jezdce. Jako opatření při obnově zahrady navrhovali architekti M. Peretjatkovič, S. Beljaev, A. Grube, V. Pokrovskij a M. Ljalevič řešit situaci vykácením stromů a vytvořit zde parterní sad. Tato varianta přeměny území zahrady byla zamítnuta, ale zato byl realizován kompromisní návrh architekta Ivana Fomina, podle kterého bylo navrženo prokácet pouze průseky umožňující výhled na tři hlavní třídy, aniž by byl zbytek zahrady porušen. Tento projekt byl realizován již v roce 1923. Současně byly zřízeny květinové záhonky a růžové sady a toto tradiční osázení se zachovalo dodnes. V roce 1903 byl z důvodu chátrání zbourán skleník.
|                                                                |                                                                        |  |
| Koněspřežná dráha u Alexandrovské zahrady, začátek 20. století | První trasa tramvaje petrohradského pozemního dopravního systému, 1907 |  |

Alexandrovská zahrada je spjata s historií městské hromadné dopravy v Petrohradu. 16. září (29. září) roku 1907 od Alexandrovské zahrady poprvé vyjela na svou trasu tramvaj pozemního dopravního systému (nedaleko zahrady je na místě slavnostního vyjetí tramvaje postaven památník) a 11. listopadu ze zahrady vyjel první autobus městské hromadné dopravy na trasu Alexandrovská zahrada – Baltské nádraží.

### Sovětská epocha
Po revoluci a po stanovení sovětské nadvlády byly práce v zahradě po určitou dobu přerušeny. V roce 1923 byl realizován předrevoluční projekt architekta Ivana Fomina a napříč zahradou byly vytvořeny průseky.
V letech 1929–1931 byla provedena přestavba zahrady podle projektu L. Iljina: pro pohodlný průchod demonstrantů z Urického náměstí (dnešní Palácové náměstí) na třídu Profsojuzov (dnešní Konnogvardějská třída) byl vykácen průchozí průsek. Všechny symetricky uspořádané trávníky a cestičky získaly obdélníkový tvar. Roh zasahující do Urického náměstí byl zbourán pro snadnější dopravu směřujíci od třídy 25. října (Něvské třídy). Společně s tím bylo zlikvidováno velké množství zahradních staveb a v sadu byla vybudována dětská a sportovní hřiště. Kromě toho bylo naplánováno povolení průjezdu nákladním autům (nezrealizováno).
V roce 1920 byla zahrada přejmenována na Dělnickou zahradu a od 3. srpna 1936 nesla název Dělnická zahrada M. Gorkého.
V době blokády Leningradu byly v zahradě umístěny protiletadlové dělostřelecké baterie. Během náletů zahrada utrpěla velkým množstvím leteckých úderů, mnoho stromů bylo poškozeno bombardováním a odstřelováním. Nicméně ani jeden strom nebyl leningradským obyvatelstvem pokácen na užitkové dřevo.
V 50. letech 20. století byla Alexandrovská zahrada podrobena generální rekonstrukci. V roce 1958 tu probíhala výstava květin na otevřeném prostranství. Na ní byly představeny různé druhy květin užívané při osazování náměstí, ulic nebo městských sadů a parků. Poté byl v roce 1959 na území zahrady nedaleko Isakijevského chrámu postaven betonový záhon se dvěma bazény a také bylo zřízeno rozárium, v němž bylo 25 druhů růží. V 60. letech se květinová výzdoba zahrady skládala z tulipánů, narcisů a hyacintů. Právě tehdy byla obnovena dlouholetá tradice umisťování informačních tabulek se stručnou charakteristikou rostlin. V roce 1970 byl zchátralý dřevěný plot nahrazen zábradlím z růžové žuly. Vstupní místa do zahrady byla vyzdobena žulovými polokoulemi na podstavcích. Podél stěn hlavního vchodu do zahrady naproti Dzeržinské ulice (dnešní Gorochovaja) podél osy fontány a hlavní brány Admirality byly na obdélníkovitých podstavcích starobylé litinové kotvy.
V roce 1989 byla zahrada přejmenována na Admiralitní zahradu.

### Současnost zahrady
V roce 1997 byl vrácen původní název – Alexandrovská zahrada.
16. října roku 1998 byla na prostranství u fontány odkryta bysta ruského diplomata a knížete Alexandra Michajloviče Gorčakova z dílny sochaře A. Čarkina podle předlohy K. Godebského (malá bysta vyrobená v roce 1870). Odkrytí bysty bylo naplánováno na dvousetleté výročí narození diplomata.
Od června roku 2001 byla zahrada rekonstruována. Došlo k velkým změnám: byla obnovena zeď podél Admiralitního průjezdu od Palácového náměstí až k Admiralitnímu nábřeží (včetně historické Petrovské zdi), byly zasazeny stromy a keře, vysety trávníky а založeny květinové záhonky, aleje a chodníky. Byly zlikvidovány stromy, kterým hrozilo spadnutí, proběhly terénní úpravy chodníků, byla přivezena půda vhodná pro výsadbu trávníků a květinových záhonů а také zde vybudovali kanalizaci. 20. srpna roku 2002 byly restaurátorské práce dokončeny.

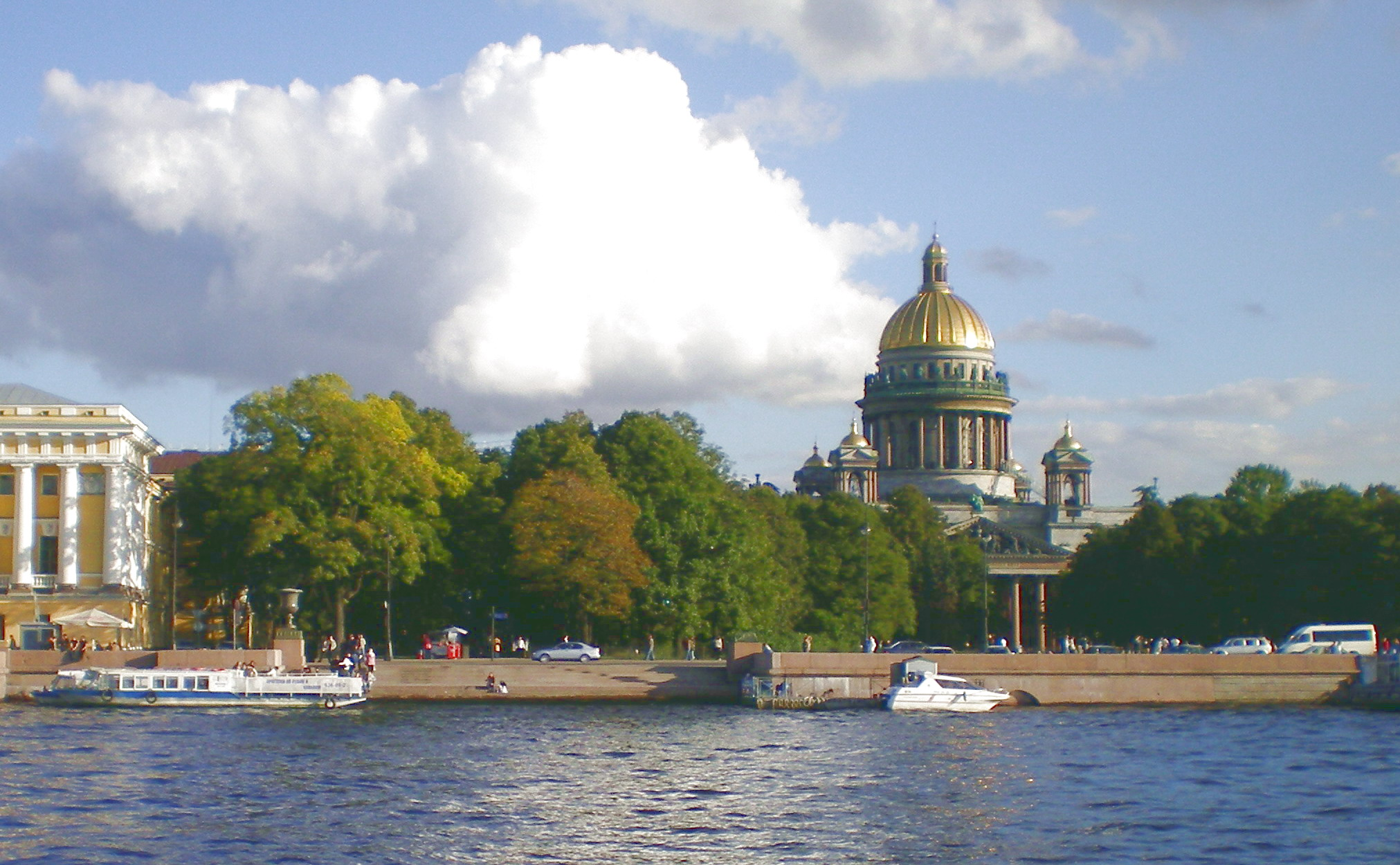
Břeh řeky Něvy a v pozadí Alexandrijský sad

V rámci oslav spojených se Dnem Ruska 12. června 2007 v zahradě uspořádali 1. mezinárodní festival květin. V rámci festivalu se také konaly „Květinový festival“ – průvod kolem Alexandrijského sadu, soutěž „Barevné sady“, které se účastnily petrohradské administrativní území, výstava květin, dekorativních rostlin a doplňků, dětské soutěže, „Květinový ples“, master classy odborníků z oblasti zahradnictví, aranžování květin а květinářství a mnohé další.
29. června roku 2007 v době probíhajícího koncertu skupiny The Rolling Stones na Palácovém náměstí vandalové poničili sochy v Alexandrovské zahradě u Admirality. Závažně poškozena byla bysta V. A. Žukovského. Tato skutečnost vedla odborníky z Muzea městského sochařství k nouzové restauraci soch.
Od zimy roku 2009/2010 se v Alexandrovské zahradě každoročně staví návrší určené ke sjíždění. Tato tradice je obnovována podle rytin z 18. století. V té době bylo návrší v Alexandrovské zahradě jednou ze základních vánočních zábav a hlavně byla velmi oblíbená mezi představiteli carského dvora. Otevření návrší probíhá pod velením hlavního Dědy Mráze. Návrší před Admiralitou je otevřeno denně od 12 do 21 hodin od 30. prosince do 6. ledna.  

### Historie názvů sadu
Na konci 18. a na začátku 19. století se místo, kde se sad rozprostíral, nazývalo Admiralitní loukou. V roce 1819 byla na louce nedaleko budovy Admirality vybudována Admiralitní třída.
3. července 1872 byl založen nový sad, který byl slavnostně otevřen 8. června 1874. Sad byl na počest cara Alexandra II. pojmenován Alexandrovská zahrada.
Protože chtěli, aby z toponymie města zmizela carská jména, byla zahrada v roce 1920 přejmenována na Dělnickou zahradu a 3. srpna 1936 byla zvěčněna památka na spisovatele M. Gorkého (zemřel 18. června 1936), kdy bylo zahradě propůjčeno jeho jméno.
V roce 1989 byla Dělnická zahrada Maxima Gorkého přejmenována na Admiralitní zahradu. Byl to mylný pokus o navrácení historického názvu. V roce 1997 byla tato chyba napravena a sad získal své historické pojmenování Alexandrovská zahrada. 
Národní název zahrady je «Сашкин сад».

## Zahrada dnes

### Přírodní stav zahrady v roce 2007
Podle informací petrohradského Úřadu pro správu sadů a parků Admiralitní oblasti zahrada zaujímá celkovou plochu o rozměru 90 007 m² (v rámci zeleně je to 61 116 m², záhonky 58 799 m², vydlážděno je 27 595 m², zástavba na ploše 548 m² a fontány 554 m²), záhonky jsou oploceny v celkové délce 7 000 m, žulové podstavce v délce 714 m, plot kovový 794 m, 80 laviček a 109 odpadkových košů. 

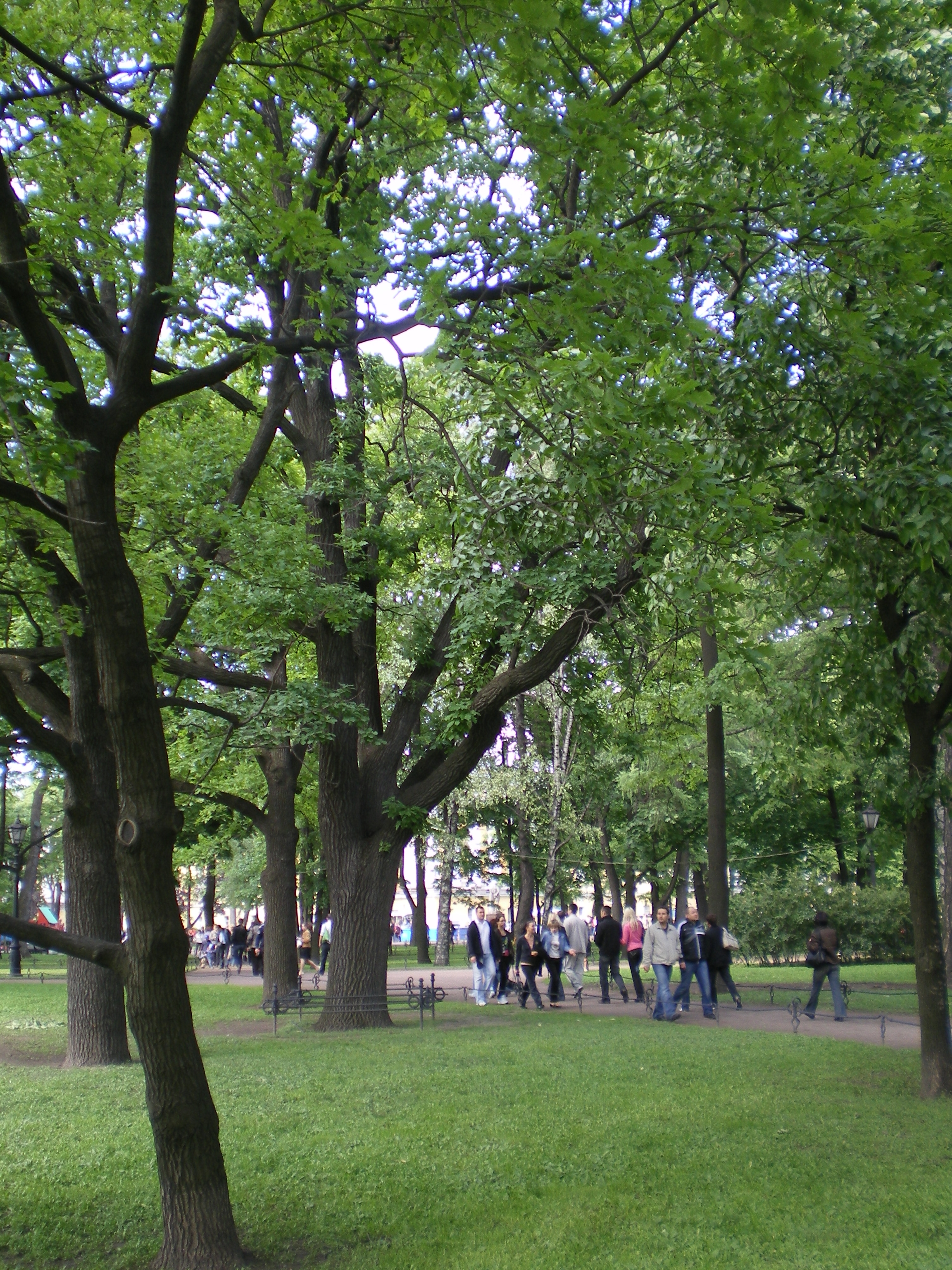
Dub s ohrádkou vysazený císařem Alexandrem II. 8. července roku 1874

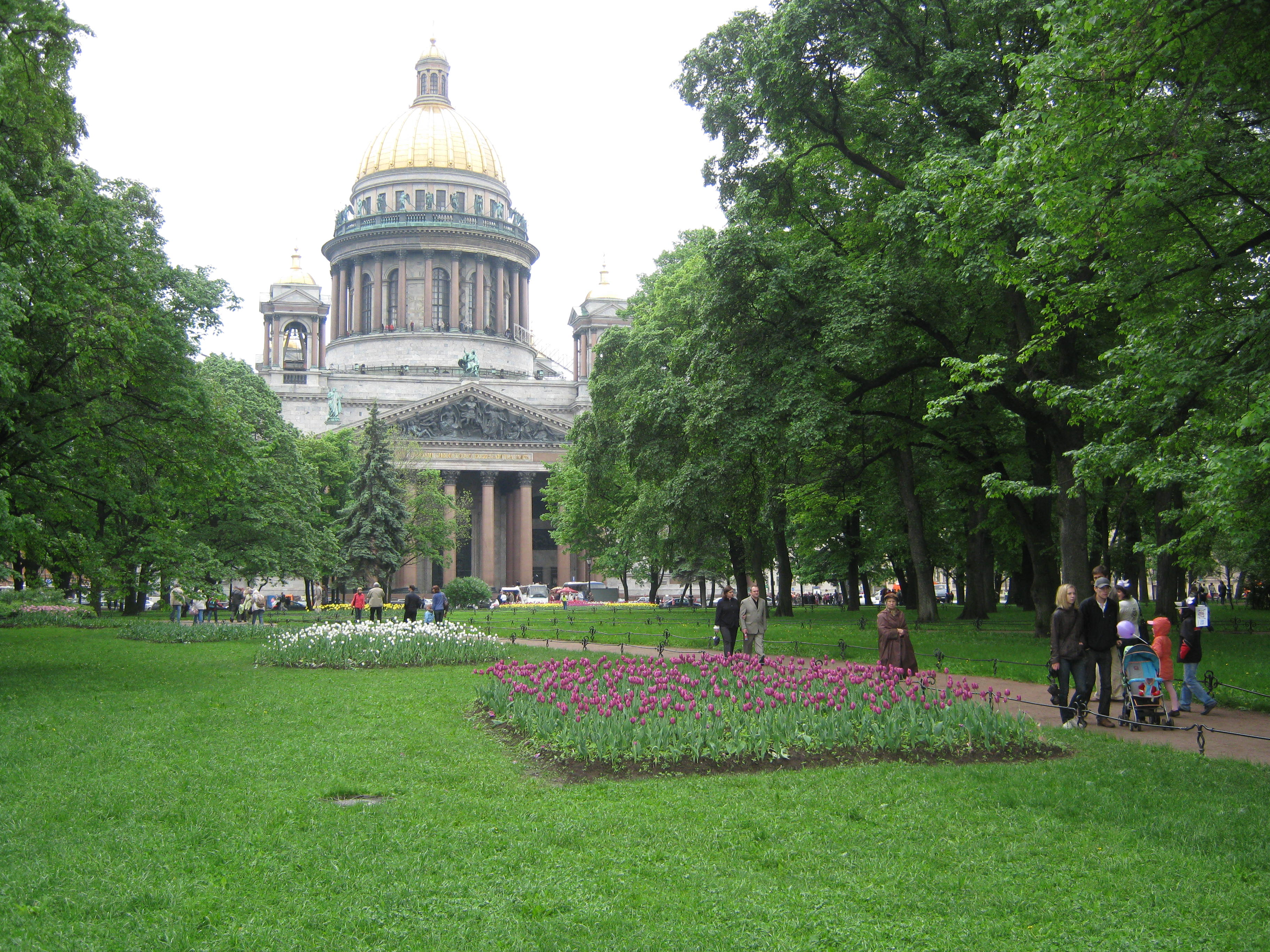
Pohled na Isakijevský chrám z Alexandrijského sadu

| Sazenice Alexandrovské zahrady | Sazenice Alexandrovské zahrady | Sazenice Alexandrovské zahrady | Sazenice Alexandrovské zahrady |
| Stromy                         | ks                             | Keře                           | ks                             |
| ------------------------------ | ------------------------------ | ------------------------------ | ------------------------------ |
| Bříza bělokorá                 | 9                              | Kdouloň obecná                 | 29                             |
| Bříza pýřitá                   | 7                              | Dřišťál obecný                 | 22                             |
| Hloh                           | 10                             | Dřišťál Thunbergův             | 138                            |
| Hloh sibiřský                  | 10                             | Zimolez tatarský               | 26                             |
| Višeň                          | 4                              | Skalník lesklý                 | 2803                           |
| Jilm vaz                       | 118                            | Mochna                         | 70                             |
| Jilm horský                    | 130                            | Růže turecká                   | 25                             |
| Jilm horský smuteční           | 1                              | Parková růže                   | 12                             |
| Dub letní                      | 135                            | Šeřík                          | 82                             |
| Smrk stříbrný                  | 10                             | Šeřík karpatský                | 40                             |
| Vrba bílá                      | 6                              | Šeřík obecný                   | 287                            |
| Vrba stříbrná                  | 4                              | Pámelník                       | 46                             |
| Jírovec maďal                  | 4                              | Tavolník japonský              | 9                              |
| Javor mléč                     | 110                            | Zlatice                        | 33                             |
| Javor Švendlerův               | 8                              | Pustoryl věncový               | 40                             |
| Javor jasanolistý              | 7                              | Pustoryl Lemoineův             | 42                             |
| Lípa stříbrná                  | 1                              | Celkem jednotlivých keřů       | 1465                           |
| Lípa malolistá                 | 379                            | a živých plotů                 | 2506                           |
| Modřín opadavý                 | 11                             |                                |                                |
| Jeřáb ptačí                    | 6                              |                                |                                |
| Topol berlínský                | 5                              |                                |                                |
| Topol pensylvánský             | 1                              |                                |                                |
| Střemcha Maackova              | 12                             |                                |                                |
| Jasan ztepilý                  | 55                             |                                |                                |
| Celkem                         | 1043                           | Celkem                         | 3971                           |
| Celkové množství sazenic: 5014 |                                |                                |                                |

### Pamětihodnosti

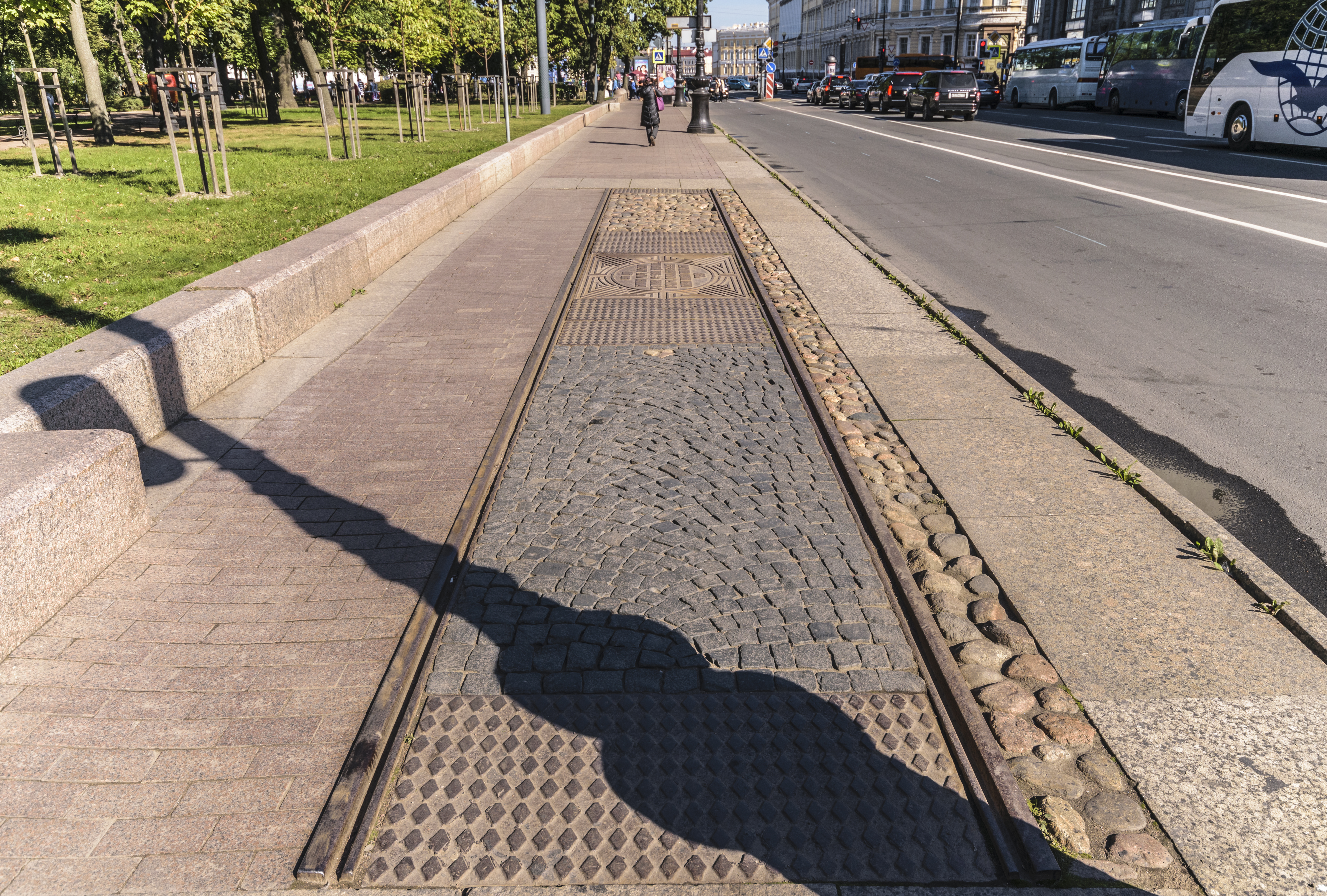
"Zde vedla první trať petrohradské tramvaje..."

#### Ve východní části zahrady
- Památník V. A. Žukovského (1887, sochař W. Kreitan, architekt A. S. Lytkin) směřuje na Palácové náměstí.
- Socha Farnské Flóry (1833, architekt J. Charlemagne, jedná se o kopii antické sochy z konce 18. století sochaře Triscornia) se nachází na začátku Admiralitního průjezdu na rohu s Palácovým náměstím.
- Pamětní deska na místě první trati petrohradské tramvaje (2007). Je umístěna na chodníku podél Admiralitní třídy. Nápis na desce: „Zde vedla první petrohradská tramvajová trať ve směru Hlavní Štáb – 8. linie Vasiljevského ostrova a byla otevřena 29. (16.) října roku 1907.“

#### V centru zahrady
- Fontána (1879, architekti I. Merc, A. Geschwend, stavební inženýr N. Benois). Dno, ohrada a vnější okraj fontány byly vyrobeny ze serdobolské žuly z kamenolomu na finském ostrově Jänissaari. Bazén fontány je umístěn nad podzemními chodbami, pod kterými vede vodovodní potrubí. Výška podzemních chodeb je až 7 stop od podlahy, která je vydlážděna dlažebními kostkami. Z jedné strany je vchod do podzemních chodeb. Hlavní proud fontány stříká do výšky až 17 metrů. Kolem něj se nachází 8 trubic, které jsou namířeny k centrální tyči. Ostatních 40 trubic umístěných paralelně se stěnou vodní nádrže stříká cyklicky, tzn. jedna za druhou. Fontána je specifická tím, že její proudy se mohou přizpůsobovat taktu hudby, která v sadu hraje. Proto fontánu nazývají „hudební“ nebo „tancující“.
- Památník M. J. Lermontova (1896, sochař W. Kreitan, architekt N. Maksimov)
- Památník M. I. Glinky (1899, sochař V. Paschenko)
- Památník A. M. Gorčakova (1998, sochař A. Čarkin podle předlohy K. Godebského (malá bysta vyrobená v roce 1870))
- Památník N. V. Gogola (1896, sochař W. Kreitan, architekt N. Maksimov)

#### V západní části zahrady
- Památník N. M. Prževalskému (1892, sochař I. Šreder, podle nákresu A. von Bilderlinga). Bronzová bysta je umístěna na podstavci ve tvaru žulové skály, vedle kterého leží velbloud.
- Socha Farnského Herkula (1833, architekt J. Charlemagne, jedná se o kopii antické sochy z konce 18. století sochaře Triscornia) se nachází v zatáčce Admiralitního průjezdu.
- V sadu se dodnes zachovaly dobové toalety z éry Alexandra III. Dnes fungují jako veřejné WC.

|                           |                           |                       |                          |                       |                             |
| Památník V. A. Žukovského | Památník M. J. Lermontova | Památník M. I. Glinky | Památník A. M. Gorčakova | Památník N. V. Gogola | Památník N. M. Prževalského |

|                         |         |                     |
| Socha Farnského Herkula | Fontána | Socha Farnské Flory |

## Zahrada v literatuře a lidové kultuře
Admiralitní třída byla „centrem, ze kterého se po městě šířily zvěsti a fámy, často neuvěřitelné a absurdní“. Byly tištěny v novinách určených pro měšťany а maloměšťany. Noviny se jmenovaly „Bulvární zvěsti“. Etymologie pojmu „bulvární“, ve smyslu noviny nebo literatura, sahá až do proslulé Admiralitní třídy.  
Vzhledem k podobnosti bysty N. Prževalského v Alexandrovské zahradě s J. Stalinem v městském folkloru vznikla legenda. „Proč Stalin s velbloudem?“ – to byla hloupá otázka nevypočitatelných turistů, ze kterých měli obavy všichni leningradští průvodci. Říká se, že dodnes nosící starší ženy kytice květin k památníku jsou loajálními a silnými stoupenkyněmi Stalina.